# Aérodrome de Sviatochyne
La aérodrome de Sviatochyne (en ukrainien : Аеродром Святошин) est une structure aérienne privée (code OACI : UKKT) situé dans le raïon de Sviatochyne en Ukraine.

## Historique
La base est utilisée par l'usine Aviant, le 14 mars 2022 elle est bombardée, tuant deux personnes et en blessant sept autres. 
L'aérodrome a été utilisé pour des shows aériens.

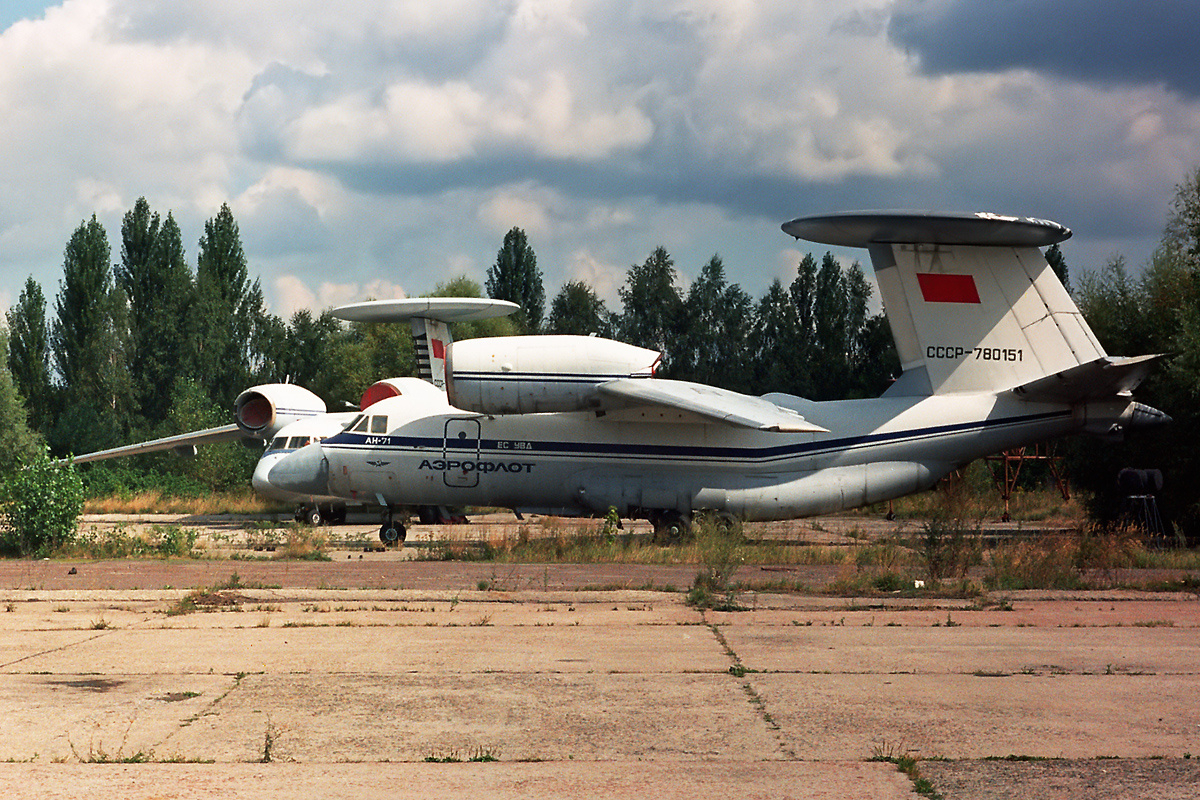
Antonov An-71.
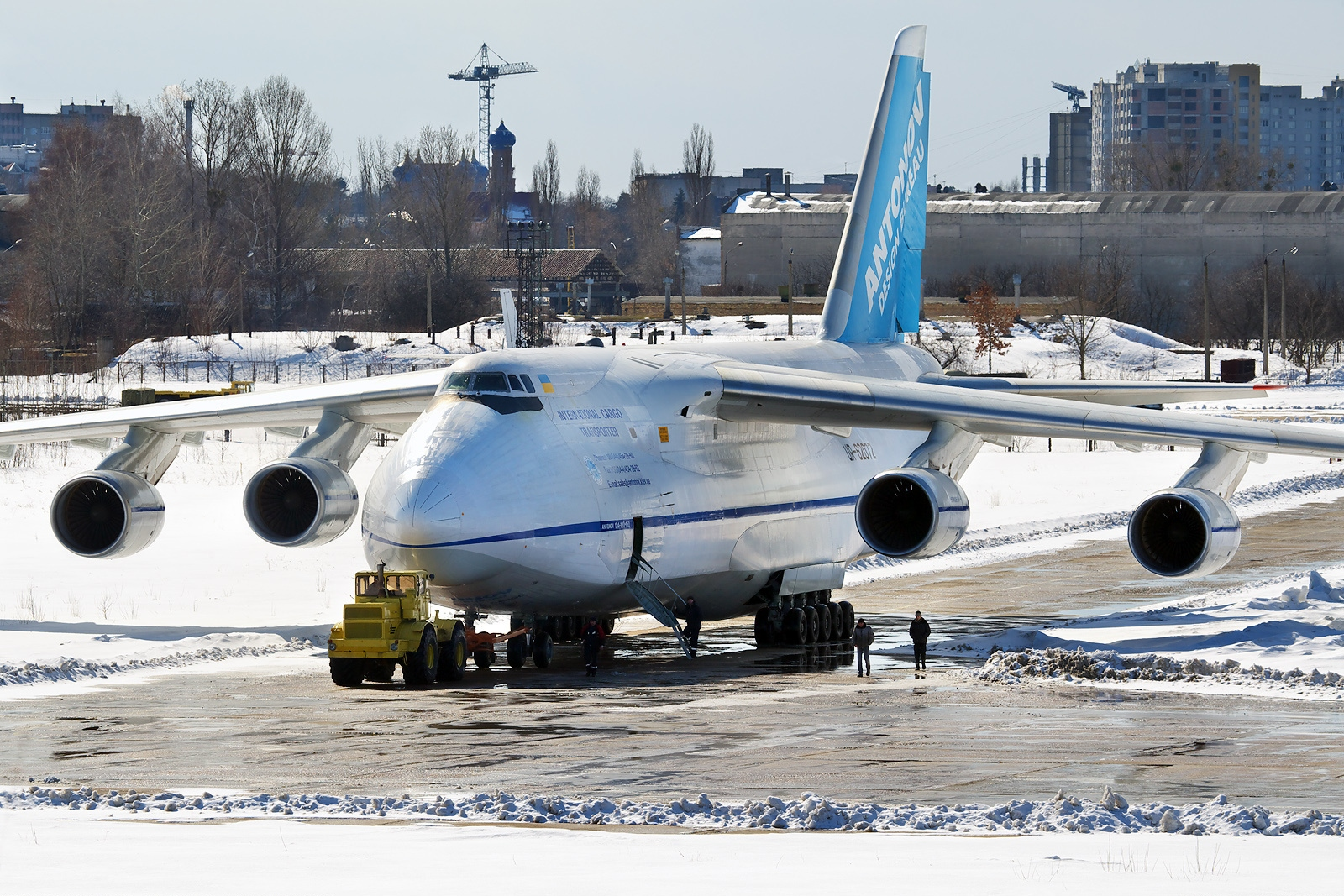
Antonov An-124.
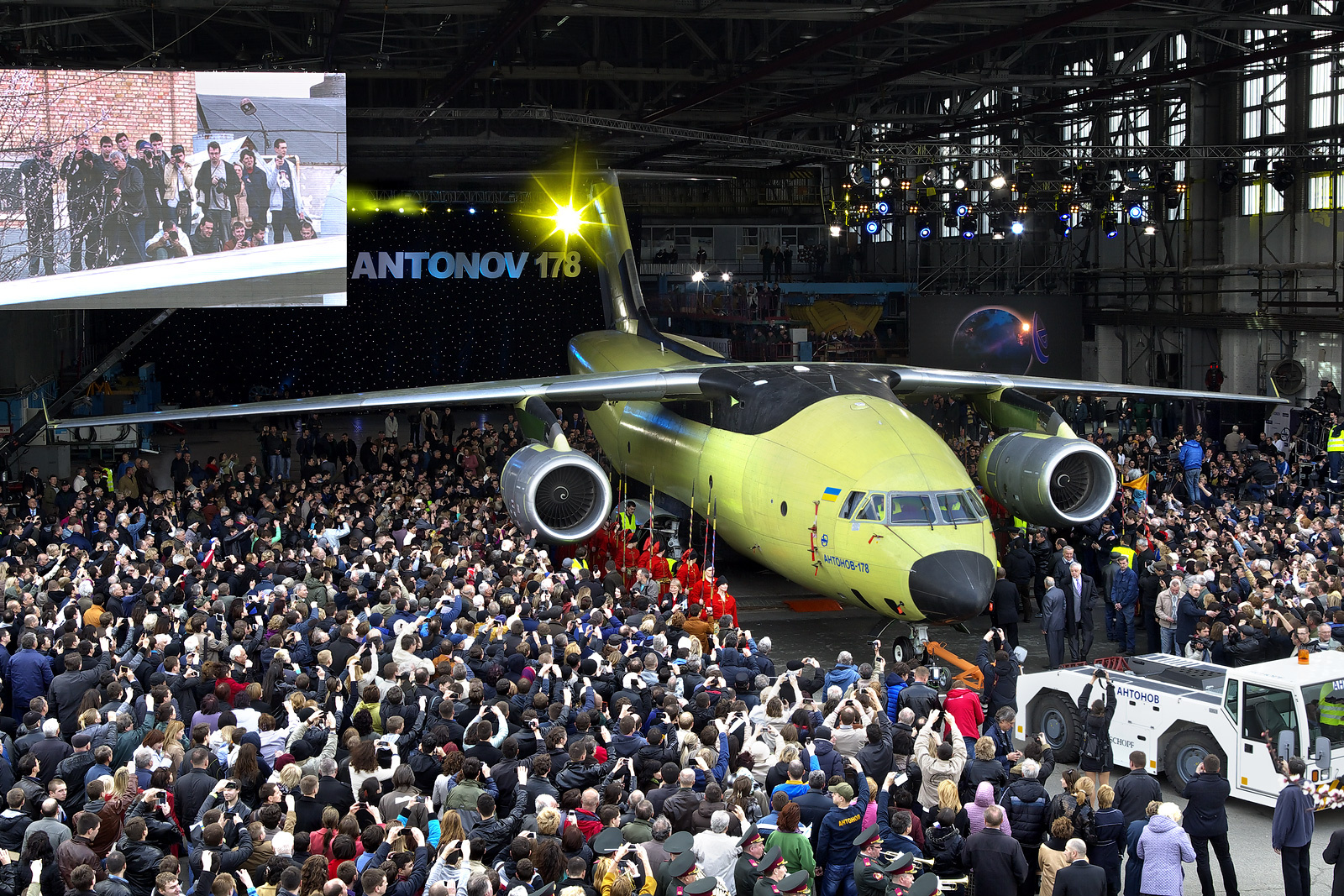
Sortie de l'Antonov An-178.
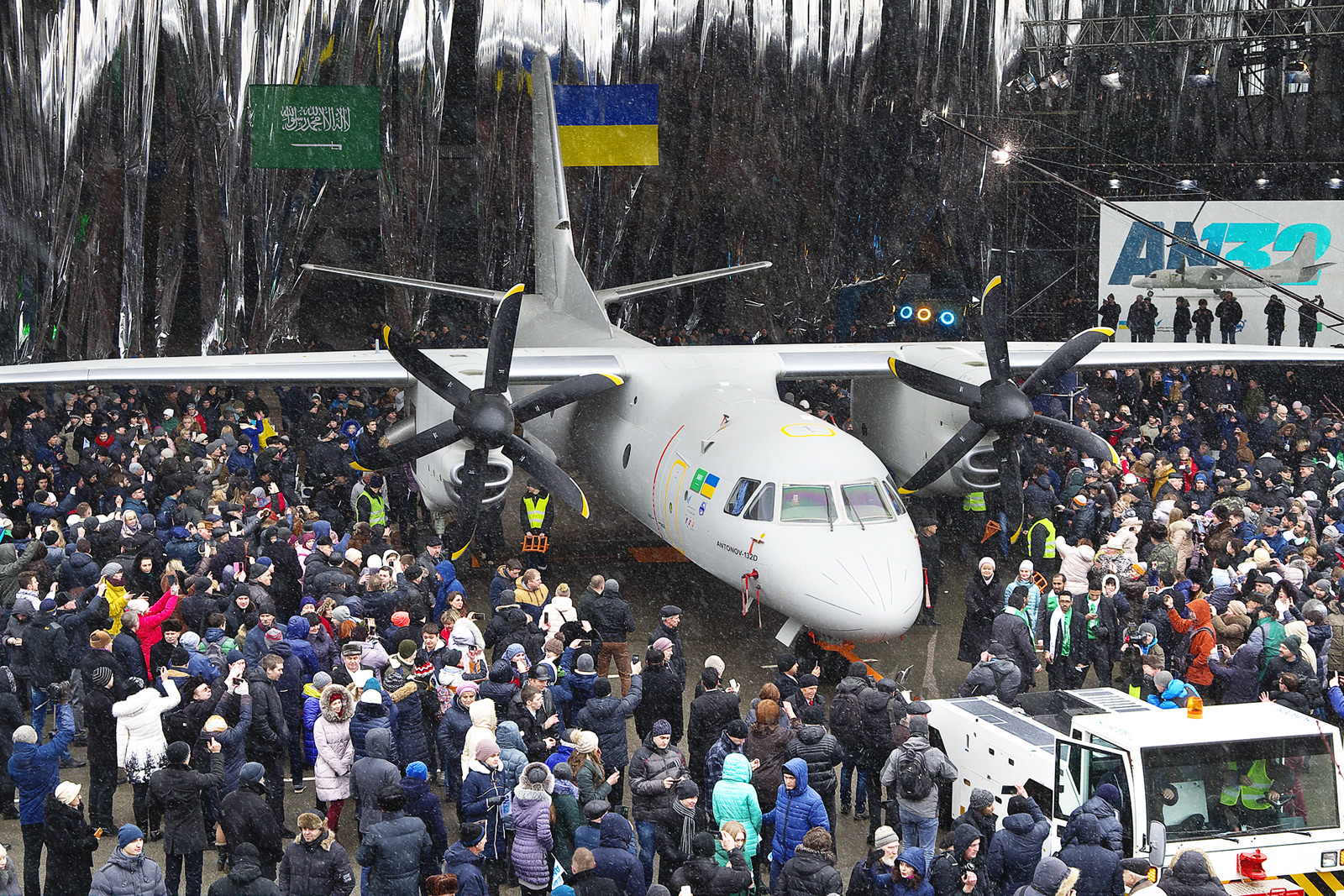
Sortie de l'Antonov An-132 en 2016 de l'usine.
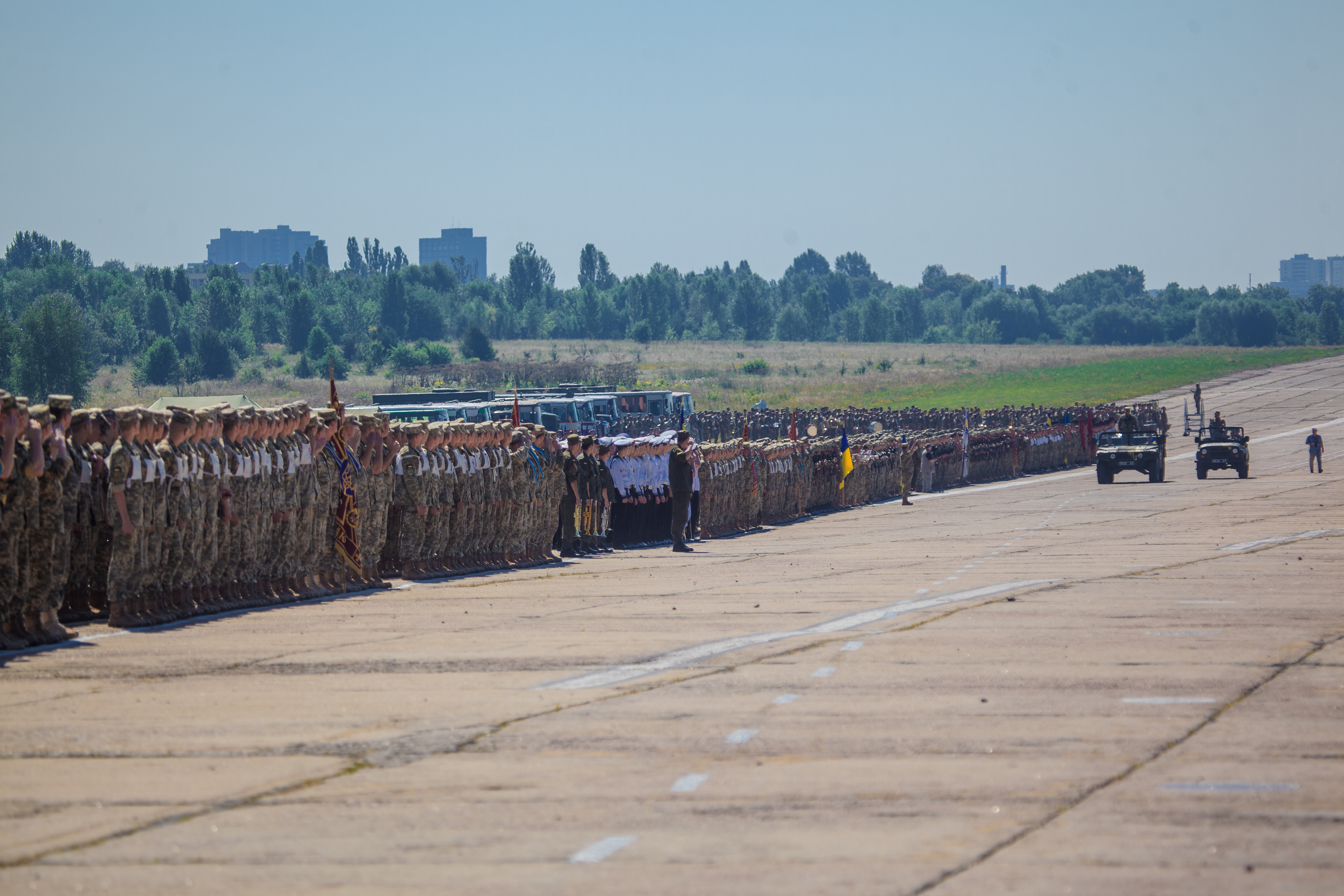
2016, défilé militaire sur la base.
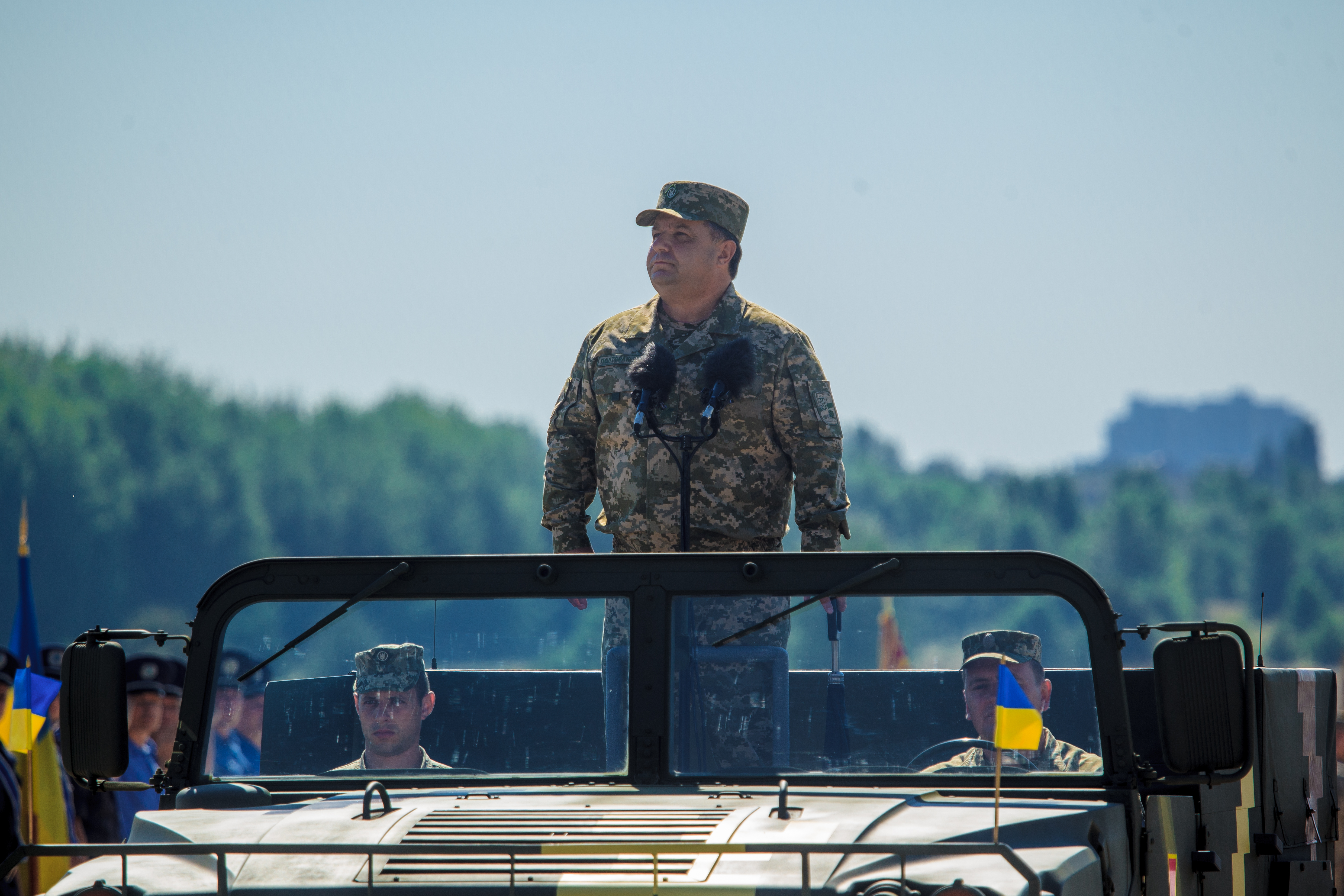
Le ministre de la défense Stepan Poltorak.

### Situation
| Berdiansk Oujhorod Brody Ouman Kanatove Konotop Djankoï Tchouhouïv Kryvyï Rih Donetsk Sébastopol DniproVesseloïeBaheroveHorodokChersonèseGvardeïskoïeKatchaIvano-Frankivsk Izmaïl JovtneveJytomyr Koulbakino Kharkiv · Charcovie Khmelnytskyï Kherson KrementchoukKiev/Kyïv · Jouliany Kiev/Kyïv · Boryspil Kryvyï Rih Kolomya Loutsk Louhansk LvivMarioupol Mykolaïv Myrhorod Nijyn Odessa Poltava Rivne Sambir Simferopol Starokostiantyniv Tchernivtsi Vinnytsia Zaporijjia |